# Fifi Rafiatou
Fifi Rafiatou, de son nom à l'état civil, Djariatou Adjayi, est une artiste musicienne togolaise, née en 1965 sur les collines Ifè à Atakpamé au Togo en tant que fille d'un flûtiste.

## Biographie

### Enfance, Éducation et débuts
À 8 ans, elle commence à chanter dans une chorale de l’Église Protestante sous l'influence de son père et d'une cousine chanteuse. À 16 ans, elle se révèle au concours intervilles organisé par radio Lomé, ayant pour objectif de récompenser les talents musicaux naissants et d’un festival destiné à récompenser les meilleurs artistes du Togo.

### Carrière
Fifi Rafiatou, débute véritablement sa carrière musicale avec son premier disque 45 tours en 1985,. L'artiste chante de l'afro zouk et la salsa. Fifi Rafiatou créé sa propre marque de champagne appelé : Et Dieu Créa la Femme. En 1990 elle reçoit le trophée du Tabala d'or qui récompense son talent à Paris. Une année plus tard elle prend le titre de l’Afro Vision à Abidjan, une distinction panafricaine. Elle a aujourd'hui à son actif plusieurs albums et fait partie de l'une des rares artistes à imposer son art au-delà des frontières du Togo.

## Prix et distinctions
- Intervilles de Radio Lomé (Togo), 1987
- Festival de Ngoma à Kinshasa (RDC ex Zaire), 1988
- Tabala d'Or à Paris en France, 1990[5]
- Paam Awards à Accra au Ghana, 1990
- Éléphant d'or à Abidjan, 1991[6]
- Afrovision à Abidjan (Côte d'Ivoire), 1990
- Festival d'Afrique Noire à Saint Martin (Antilles), 1992
- Festival du Printemps de Pyongyang (Corée du Nord), 1992
- MASA Marché des Arts et du Spectacle à Abidjan (Côte d'Ivoire), 1993
- Sommet de la Francophonie à Cotonou (Bénin), 1995
- Festival Panafricain de Musique FESPAM à Brazzaville (Congo), 1996
- Togo Music Awards à Lomé  au Togo, 2000
- Festival de Koudougou (Burkina Faso), 2001
- Festival de Hariem à New York (USA), 2004
- Retour en France et plus grande fête de la musique à Sannois sur invitation du Club SAH, 2005
- Mise en place de l'orchestre KETEKE pour les prestations en Live, 2006
- Concerts Live au Château BONBON à Melun devant 900 convives, 2007
- Sortie de l'album LE DEFI avec un single : Message aux Nations unies, 2007
- 1er grand concert au CYRANO à Sannois (France), 2008
- Prestation dans le cadre de la reprise de la Coopération entre l'Union Européenne et le Togo à Bruxelles (Belgique), 2008
- Concert au Château de Chambord pour les Terrasses en musique du monde, 2008
- Concert à Cusset 03300 dans le cadre de la Coopération décentralisée et Cusset - Kouvé, 2009
- Concert au CYRANO à Sannois (France), 2009
- Concert au Stade du COFAS et sortie de son Champagne ''Et Dieu créa la Femme'' à Eaubonne (France), 2009
- Prestation au profit du TELETHON 2009 à Sannois (France), 2009
- Prestation dans le cadre de la Coopération entre le Département des Yvelines et le Togo à Versailles (France), 2009

## Discographie
- 2007: Le défi
- 1996: Motus

- 2013: Djofè
- 2022: La solitude